# Urodasys bucinastylis
Urodasys bucinastylis is een buikharige uit de familie Macrodasyidae. Het dier komt uit het geslacht Urodasys. Urodasys bucinastylis werd in 1999 voor het eerst wetenschappelijk beschreven door Fregni, Faienza, Grimaldi, Tongiorgi & Balsamo.